# Tenebrionins
Els tenebrionins (Tenebrioninae) són una subfamília de coleòpters.

## Classificació
- Tribu Acropteronini
- Tribu Alphitobiini
  - Alphitobius Stephens 1832
  - Diaclina Jacquelin du Val 1861
- Tribu Amarygmini
- Tribu Amphidorini (LeConte, 1862)
  - Onymacris unguicularis (Haag, 1875)
- Tribu Apocryphini
- Tribu Blaptini
  - Blaps Fabricius 1775
  - Gnaptor Brullé 1832
  - Prosodes Eschscholtz 1829
  - Tagona Fischer de Waldheim 1822
- Tribu Bolitophagini
  - Bolitophagus Illiger 1798
  - Eledona Latreille 1796
  - Eledonoprius Reitter 1911
- Tribu Centronopini
- Tribu Cerenopini
- Tribu Dendarini
  - Bioplanes Mulsant 1854
  - Dendarus Latreille 1829
  - Heliopathes Mulsant 1854
  - Isocerus Latreille 1829
  - Micrositus Mulsant & Rey 1854
  - Phylan Stephens 1832
- Tribu Dissonomini
- Tribu Eulabini
- Tribu Heleini
- Tribu Helopini
- Tribu Leichenini
- Tribu Litoborini
- Tribu Melanimini
- Tribu Opatrini
- Tribu Pachypterini
- Tribu Palorini
- Tribu Pedinini
- Tribu Platyscelidini
- Tribu Platynotini
- Tribu Platyscelidini
- Tribu Praeugenin
- Tribu Rhyssopausini
- Tribu Scaphidemini
- Tribu Scaurini
  - Cephalostenus Solier, 1838
- Tribu Scotobiini
- Tribu Tenebrionini
  - Bius Mulsant 1854
  - Cryphaeus Klug 1833
  - Iphthiminus Spilman 1973
  - Menephilus Mulsant 1854
  - Neatus J. Leconte 1862
  - Tenebrio Linnaeus 1758
  - Upis Fabricius 1792
- Tribu Triboliini
  - Erelus Mulsant & Rey 1853
  - Latheticus Waterhouse 1880
  - Lyphia Mulsant & Rey 1859
  - Tribolium Macleay 1825
- Tribu Titaenini
- Tribu Toxicini
- Tribu Triboliin
- Tribu Ulomini
  - Pelleas Bates 1872
  - Uloma Laporte de Castelnau 1840
  - Ulomina Baudi 1876
- altres gèneres :
  - Anophthalmolamus
  - Ectromopsis
  - Metaclisa
  - Uyttenboogaartia